# 選挙公報
選挙公報（せんきょこうほう、英語: election gazette）とは、選挙に際して立候補した全ての候補者や政党の政見などを記載した文書で、選挙管理委員会が有権者に配布するものをいう。

## 法的根拠
公職選挙法第167条で選挙公報には「公職の候補者の氏名、経歴、政見等」を掲載することが規定されている。
国政選挙と都道府県知事選挙においては公職選挙法第167条により必ず発行され、その他の地方選挙では同法第172条の2により選挙公報条例を制定する自治体において発行される。後者は任意選挙公報と呼ばれる。
都道府県議会議員選挙においては、2015年の時点で8県において条例が無く発行されていなかったが、その後、条例制定が相次ぎ、2018年3月30日、最後に新潟県が条例を制定して全ての都道道府県で発行されるようになった。公職選挙法第170条により投票日の2日前まで有権者のいる世帯に配布されることになっている。
政令指定都市の市長選挙においては、全ての市で条例があり発行される。
政令指定都市の市議会議員選挙においては、2019年時点で北九州市において条例が無く発行されていなかったが任期満了に伴う2021年1月31日投開票の選挙からは発行するようになった。

## 製作と配布
配布手段としては新聞に折り込むほか、ポスティング業者やシルバー人材センターなどに委託して個別配布する場合が多い。近年、他のチラシなどとともに選挙公報の配布も拒否されるケースが発生している。
公報の原稿は原則として同じ内容のものを2部作って提出するように求めている。これは1つは印刷用で印刷会社に提出するもの。もう1つは各都道府県・市区町村の選挙管理委員会に提出してもらい、選管に保管するためである。
衆議院小選挙区選出議員選挙と参議院選挙区選出議員選挙及び地方選挙においては候補者個人が掲載文を届けることとなっている。また、衆議院小選挙区選出議員選挙と参議院選挙区選出議員選挙では候補者の写真を掲載しなければならない。衆議院比例代表選出議員選挙と参議院比例代表選出議員選挙においては届出政党などが掲載文を届出ることになっている。また、衆議院比例代表選出議員選挙で小選挙区と比例重複で立候補した候補者は写真を掲載することができるが、小選挙区のみで立候補している候補者は写真を掲載することができない。
また、選挙公報において当選を得させない目的をもつて公職の候補者等に関し虚偽の事項を公にした者は5年以下の懲役刑若しくは禁錮刑又は100万円以下の罰金刑が、選挙公報において特定の商品の広告その他営業に関する宣伝をした者は、100万円以下の罰金刑と、それぞれ刑事罰が規定されている（公職選挙法第235条の3）。
無投票当選となった場合や天災その他避けることのできない事故その他特別の事情がある場合は選挙公報の配布は行われない（公職選挙法第171条）。また、特別の事情がある区域においては、選挙公報は、発行しない。この場合、住民は開示請求を行うことで提出された原稿を取得することができる。
また1986年2月18日の最高裁判決では、候補者が提出した選挙公報の掲載文は「その内容自体が甚だしく公序良俗に反することが客観的に明白であり、これを公表することが条理上許されない特段の場合に候補者に任意の訂正を勧告すること」を除き、たとえ学歴詐称等の虚偽があったとしても選挙管理委員会は修正する権限や義務がなく原文のまま掲載することとされている。

## 期日前投票
選挙管理委員会が選挙公報を印刷し配布する期限は投票日の2日前であるため、期日前投票をする投票者は選挙公報を読む機会を持てないことがある。自治体は行政サービスとして、期日前投票所に選挙公報を置いたり、ホームページに掲載したりもするが、どの程度早く用意されているかは最終稿の完成時期等によりばらつきがある。

## インターネットでの選挙公報
総務省（旧自治省）はインターネット上での選挙公報の公開は、内容の改ざんなどの恐れがあるため認めていなかった。しかし、2011年に発生した東日本大震災後に被災三県（岩手県・宮城県・福島県）の選挙では転居した人が多かったため、選挙公報を多くの人に届ける手段として、選挙公報を掲載することを特例で認め、改ざん対策も講じられるようになったため2012年12月16日実施の衆院選より全国で掲載されるようになった。
総務省の見解ではインターネットにおいての選挙公報の公開は選挙ポスターの掲示に準じた扱いとなっており、選挙終了後すみやかに公開を終了するのが適当とされている。そのため政治家が当選した後に示した公約を検証することが難しく、「政治家の言いっぱなし」になってしまうのではないかという懸念から、2014年夏より国内の大学生ボランティアが主体となって「選挙公報.com」が開設され、選挙公報のアーカイブが行われ、2015年の統一地方選挙では複数の新聞からの取材を受けている。

## 寸法
大きさは選挙によってブランケット判とタブロイド判があり、比例区は掲載文や写真を掲載できる寸法が候補者の数によって以下のように定められている（公職選挙法施行規則第21条）。
- 衆議院比例代表選出議員選挙
  - 1人-9人 - 1ページの4分の1
  - 10人-18人 - 1ページの2分の1
  - 19人-27人 - 1ページの4分の3
  - 28人以上 - 1ページ
- 参議院比例代表選出議員選挙
  - 1人-8人 - 1ページの4分の1
  - 9人-16人 - 1ページの2分の1
  - 17人-24人 - 1ページの4分の3
  - 25人以上 - 1ページ

その他の選挙にあっては条例などで定めるところによる。

## 類似する公報
最高裁判所裁判官国民審査公報
最高裁判所裁判官国民審査に際しては審査対象の最高裁判所裁判官の経歴、最高裁判所において関与した主要な裁判、裁判官としての心構えなどを記載した公報が発行される。
憲法改正国民投票における国民投票公報
日本国憲法の改正手続に関する法律において、憲法改正案広報協議会が、憲法改正案・その要旨・解説など、また、憲法改正案を発議するに当たって出された賛成・反対意見を掲載した国民投票公報を発行するとしている。